# Tmesisternus multiplicatus
Tmesisternus multiplicatus là một loài bọ cánh cứng trong họ Cerambycidae.